# Coeliopsis
Coeliopsis es un género monotípico de orquídeas epifitas. Su única especie, Coeliopsis hyacinthosma Rchb.f., es nativa de Costa Rica, Panamá, Colombia y Ecuador.

## Descripción
Es una especie de tamaño mediano, que prefiere el clima cálido, es epífita con pseudobulbos ovoides o subcilíndricos, tiene de 2 a 4 hojas oblanceoladas, plegadas,  acuminadas y en la base pecioladas. Florece  en una densa inflorescencia basal en forma de racimo colgante de 4 a 8,5 cm de largo, con pocas a varias flores,  con brácteas florales lanceoladas, acuminadas que llevan flores muy carnosas, ceráceas, fragantes, que tienen un fuerte olor a jacintos o frambuesas. La floración se produce en primavera y verano.

## Distribución y hábitat
Se encuentran en Costa Rica, Panamá, Colombia y Ecuador en alturas de 1200 metros en el bosque de montaña bajo.

## Etimología
Su nombre significa con olor a jacinto".